# Bandera de Dallas
La actual bandera de Dallas, Texas (EUA) fue adoptada el 13 de febrero de 1967. La bandera está dividida horizontalmente en dos franjas iguales, roja la superior y azul la inferior, por otra franja, de color blanco que tiene un ancho de 1/27 el ancho total de la bandera. Lleva superpuesta una estrella blanca de 5 puntas que ocupa 14/15 del ancho de la bandera. En el centro de la estrella se encuentra el sello de la ciudad en un color amarillo-café y negro.

## Banderas históricas
Entre los años de 1916 y 1967 la bandera municipal de Dallas no era rectangular, sino que tenía forma de gallardete. Esta bandera tenía los colores de la bandera actual pero no tenía el sello de Dallas, sino un mapa del estado de Texas con una estrella y el nombre de "Dallas" en donde se ubica la ciudad.
- Datos: Q526662